# Stroumbi
Stroumbi, auch Stroumpi oder Stroubi, (griechisch Στρουμπί) ist eine Gemeinde im Bezirk Paphos in der Republik Zypern. Bei der Volkszählung im Jahr 2021 hatte sie 600 Einwohner.

## Lage und Umgebung

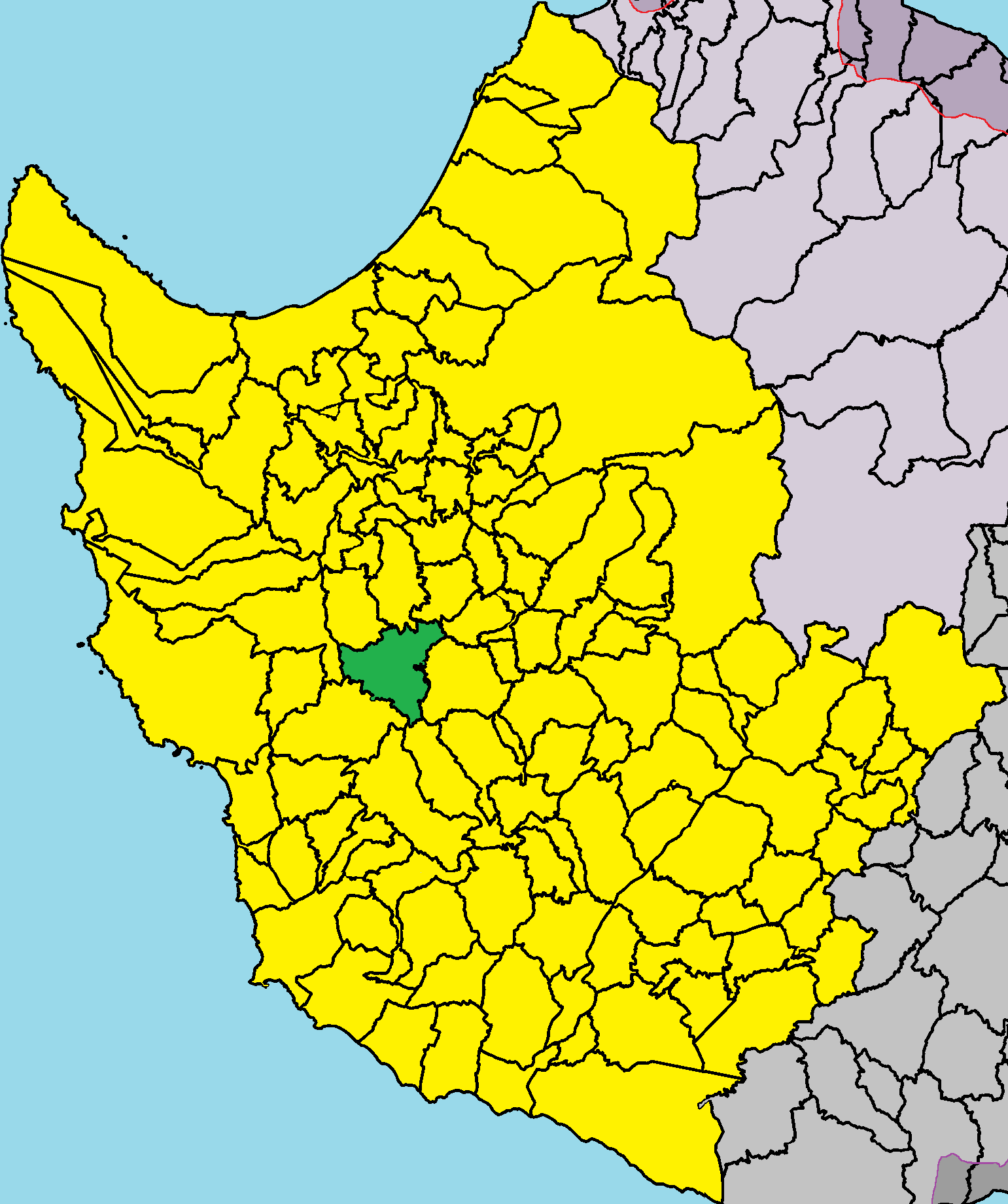
Lage im Bezirk Paphos

Stroumbi liegt im Westen der Mittelmeerinsel Zypern auf einer Höhe von etwa 500 Metern, etwa 18 Kilometer nördlich von Paphos, 80 Kilometer nordwestlich von Limassol und 165 Kilometer südwestlich von Nikosia. Das 13,5387 Quadratkilometer große Gemeindegebiet grenzt im Norden an Theletra, Giolou und Drymou, im Osten an Thrinia und Polemi, im Süden an Kallepia und Kili und im Westen an Kathikas. Das Dorf kann über die Straßen B7, E703 und E711 erreicht werden.
Die durchschnittliche jährliche Niederschlagsmenge beträgt etwa 665 Millimeter. In der Umgebung werden hauptsächlich Weinreben, aber auch Obstbäume (Äpfel, Birnen, Bananen, Pflaumen), Mandeln, Oliven sowie einige Zitrusfrüchte und Walnüsse angebaut. Geologisch betrachtet wird das Gemeindegebiet vom Gips der Kalavasos-Formation, den Ablagerungen der Nikosia-Formation (Kalksandsteine, Geröll und Sandsteinmergel), den Ablagerungen der Pachnas-Formation (wechselnde Schichten aus Kreiden, Mergeln und Sandsteinen) und den jüngsten alluvialen Ablagerungen des Holozäns dominiert. Auf diesen Gesteinen entwickelten sich kalkhaltige Böden.

## Geschichte
Aufgrund der Etymologie des Ortsnamens ist davon auszugehen, dass Stroumbi seit der byzantinischen Zeit existierte. Unter dem heutigen Namen existierte das Dorf seit dem Mittelalter. Auf alten Karten ist es als Stronbi verzeichnet. Louis de Mas Latrie zählte Stroumbi zu den Privatgütern des Königreich Zypern. Das Dorf wird in alten Quellen auch als Strimbu erwähnt.
Florios Voustronios (16. Jahrhundert) erwähnte Stroumbi als Lehen während der fränkischen Zeit und schreibt es Strumbi. Darin heißt es, dass während der Neuverteilung der Lehen durch König Jakob II. im Jahr 1460 die Dörfer Stroumbi und Polemi dem Beamten Ioannis Mistakiel zugesprochen wurden.
Der alte Standort des Dorfes lag etwa einen Kilometer nördlich und oberhalb der heutigen Siedlung. Bei den verheerenden Erdbeben im Jahr 1953, die den Bezirk Paphos erschütterten, wurde Stroumbi vor allem durch die auftretenden Erdrutsche fast vollständig zerstört. Das Hauptbeben ereignete sich am Morgen des 10. September 1953 und hatte eine Stärke von 6,3 Mw. 14 Einwohner des Ortes verloren dabei ihr Leben – da die meisten Bewohner ihre Häuser bereits verlassen hatten und bei der Feldarbeit waren, war diese Zahl noch verhältnismäßig gering. Die zu dieser Zeit britische Verwaltung bot den Einwohnern Land zum Bau eines neuen Ortes an, was mit großer Mehrheit angenommen wurde. Die alte Siedlung wurde aufgegeben und ihre Bewohner zogen in die heutige Siedlung um, die an einem sichereren Ort errichtet wurde. In der alten Siedlung, die als Pano Stroumbi (übersetzt „oberes Stroumbi“) bekannt ist, leben heute nur noch wenige Einwohner und die meisten Häuser liegen in Trümmern. Das neue Dorf ist als Kato Stroumbi („unteres Stroumbi“) bekannt.

### Bevölkerungsentwicklung
Die folgende Tabelle zeigt die Bevölkerung des Dorfes, wie sie in den in Zypern durchgeführten Volkszählungen erfasst wurde.
| Jahr      | 1881 | 1891 | 1901 | 1911 | 1921 | 1931 | 1946 | 1960 | 1976 | 1982 | 1992 | 2001 | 2011 | 2021 |
| Einwohner | 415  | 446  | 467  | 450  | 483  | 536  | 650  | 715  | 675  | 629  | 486  | 461  | 540  | 600  |